# European Rocketry Challenge
O European Rocketry Challenge (EuRoC) é uma competição europeia de lançamento de foguetes que reúne estudantes de engenharia de várias universidades. Organizado pela Agência Espacial Portuguesa desde 2020, o evento visa incentivar a educação e a inovação na área da engenharia aeroespacial, permitindo que os estudantes apliquem na prática os conhecimentos adquiridos na universidade.
A competição decorre entre o aeródromo de Ponte de Sor, onde fica instalado o paddock, e o Campo Militar de Santa Margarida, onde são realizados os lançamentos.

## Objetivo
O principal objetivo do EuRoC é promover o desenvolvimento de tecnologias espaciais na Europa, proporcionando uma plataforma para que estudantes de engenharia aeroespacial possam projetar, construir e lançar os seus próprios foguetes. Além disso, o evento visa estreitar os laços entre a academia e a indústria, estimulando a inovação e a investigação em tecnologias aeroespaciais.

## História
O EuRoC realizou-se pela primeira vez em outubro de 2020, em Portugal, em plena pandemia de COVID-19, como forma de apoiar os estudantes que se preparavam para concorrer à Spaceport America Cup e que viram as suas pretensões frustradas pelo encerramento das fronteiras.
Com apenas seis equipas e cerca de 120 estudantes na primeira edição, a competição tem recebido anualmente cerca de 600 estudantes e mais de 20 equipas. Anualmente são selecionadas 25 equipas, mas apenas 20 têm chegado à fase de lançamentos.
Desde então, tornou-se um evento anual, atraindo cada vez mais participantes e universidades de toda a Europa. A iniciativa surgiu da necessidade de criar um espaço onde os estudantes pudessem demonstrar as suas competências em engenharia de foguetes num ambiente competitivo, mas colaborativo.